# Riksvei 5

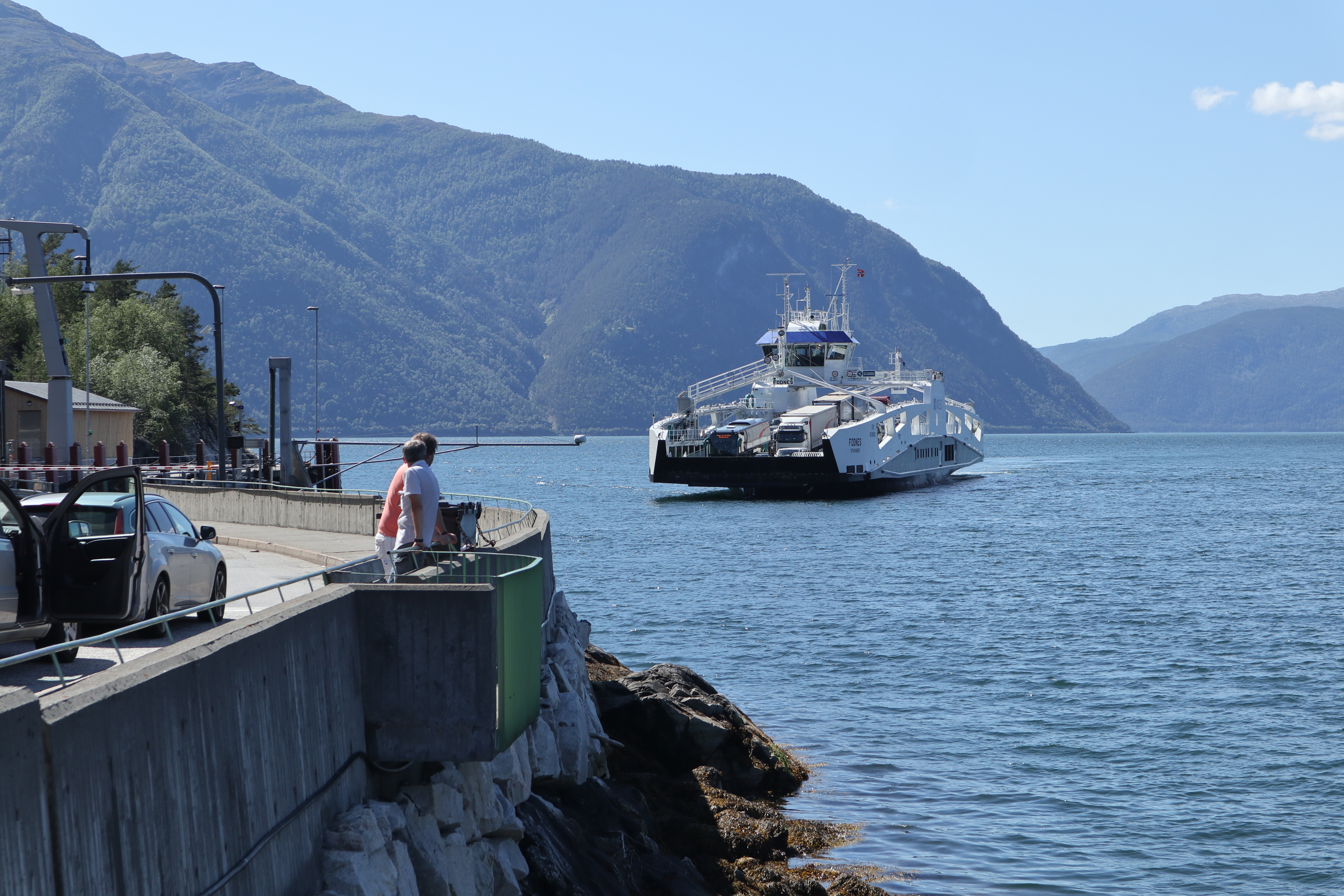
Fährschiff Fodnes vor Fodnes (2021)

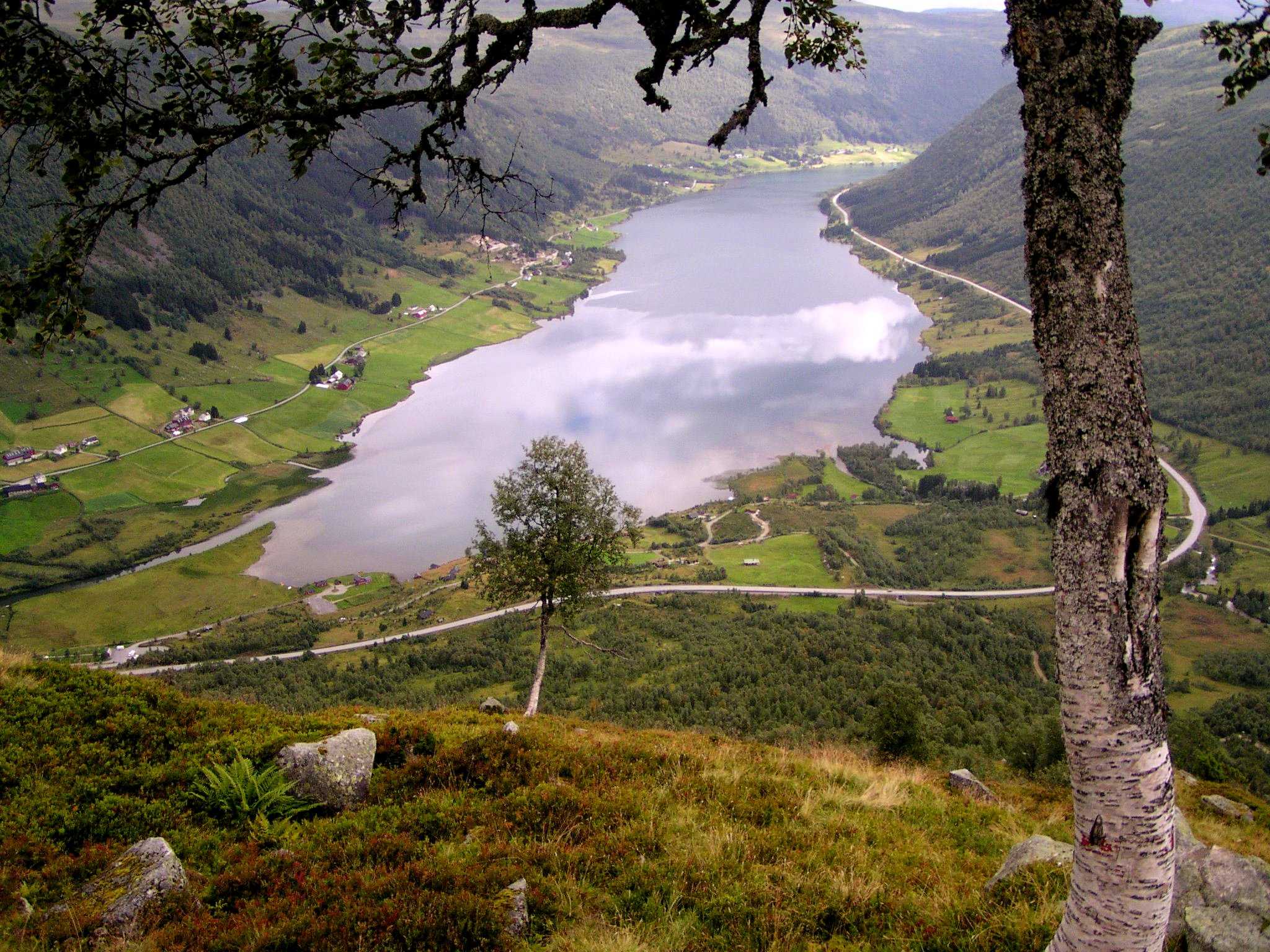
Die Straße im Dalavatnet

Der Riksvei 5 (Rv 5; nynorsk: Riksveg 5 – Reichsstraße 5) ist eine norwegische Fernverkehrsstraße. Die Straße beginnt an der Europastraße 16 unmittelbar vor der Einfahrt in den 24,51 km langen Lærdalstunnel und führt zunächst nach Lærdalsøyri am Südufer des Lærdalsfjorden, eines Seitenarms des Sognefjords. Von dort setzt sie sich durch den 6,6 km langen Fodnestunnel zur Station der Fähre Mannheller–Fodnes über den hier abzweigenden Årdalsfjord, fort. Nach dessen Querung erreicht sie Kaupanger und Sogndalsfjøra. Dort verlässt sie zunächst die Fjorde, erreicht dann den Fjærlandsfjord und führt durch einen langen Tunnel nach Skei i Jølster am See Jølstravatnet, wo sie sich mit der Europastraße 39 vereint und zusammen mit dieser nach Westen bis Førde führt. Dort trennen sich die Straßen; während die E 39 nach Süden zum Sognefjord führt, folgt der Rv 5 dem Nordufer des Førdefjords bis Naustdal und weiter durch den knapp 6 km langen Naustdalstunnel zum Eikefjord und in das exponiert an der Küste gelegene Florø, die westlichste Stadt Norwegens.